# Сет (град)
Вижте пояснителната страница за други значения на Сет.
Сет (на френски: Sète) е град в Южна Франция. Разположен е на брега на Средиземно море в департамент Еро на регион Лангедок-Русийон. Първите сведения за града датират от основаното селище на днешното му място през 1681 г. Името Сет получава на 20 януари 1928 г. Центърът на региона и департамента град Монпелие се намира на около 50 км на североизток от Сет. Най-близкият голям град до Сет в югоизточна посока е Безиер, който се намира на около 80 км. Има голямо пристанище и жп гара по крайбрежната линия между Безиер и Монпелие. Основни отрасли в икономиката на града са нефтопреработванетото, риболова, винарството, металургията, и корабостроенето. Население 42 972 жители от преброяването през 2007 г.

## Известни личности
Родени в Сет
- Жорж Брасенс (1921-1981), певец и автор на песни
- Пол Валери (1871-1945), поет
- Манитас де Плата (1921-2014), китарист

## Побратимени градове
- Ел Джадида, Мароко от 1992 г.
- Нойбург ан дер Донау, Германия от 1986 г.
- Четара, Италия от 2003 г.